# 第150自動車化狙撃師団 (ロシア陸軍)
第150親衛自動車化狙撃師団（だい150しんえいじどうしゃかそげきしだん、ロシア語: 150-я мотострелковая дивизия）は、ロシア陸軍の師団。第8親衛諸兵科連合軍隷下。
第二次世界大戦ではベルリンの戦いでドイツの国会議事堂に勝利の旗を掲揚した部隊として知られる。ロシアのウクライナ侵攻でも旗のコピーを持ち込んでおり、バラクリヤの戦いでウクライナ軍に戦利品として没収された。

## 概要

### 第二次世界大戦

第150狙撃師団旗（勝利の旗）

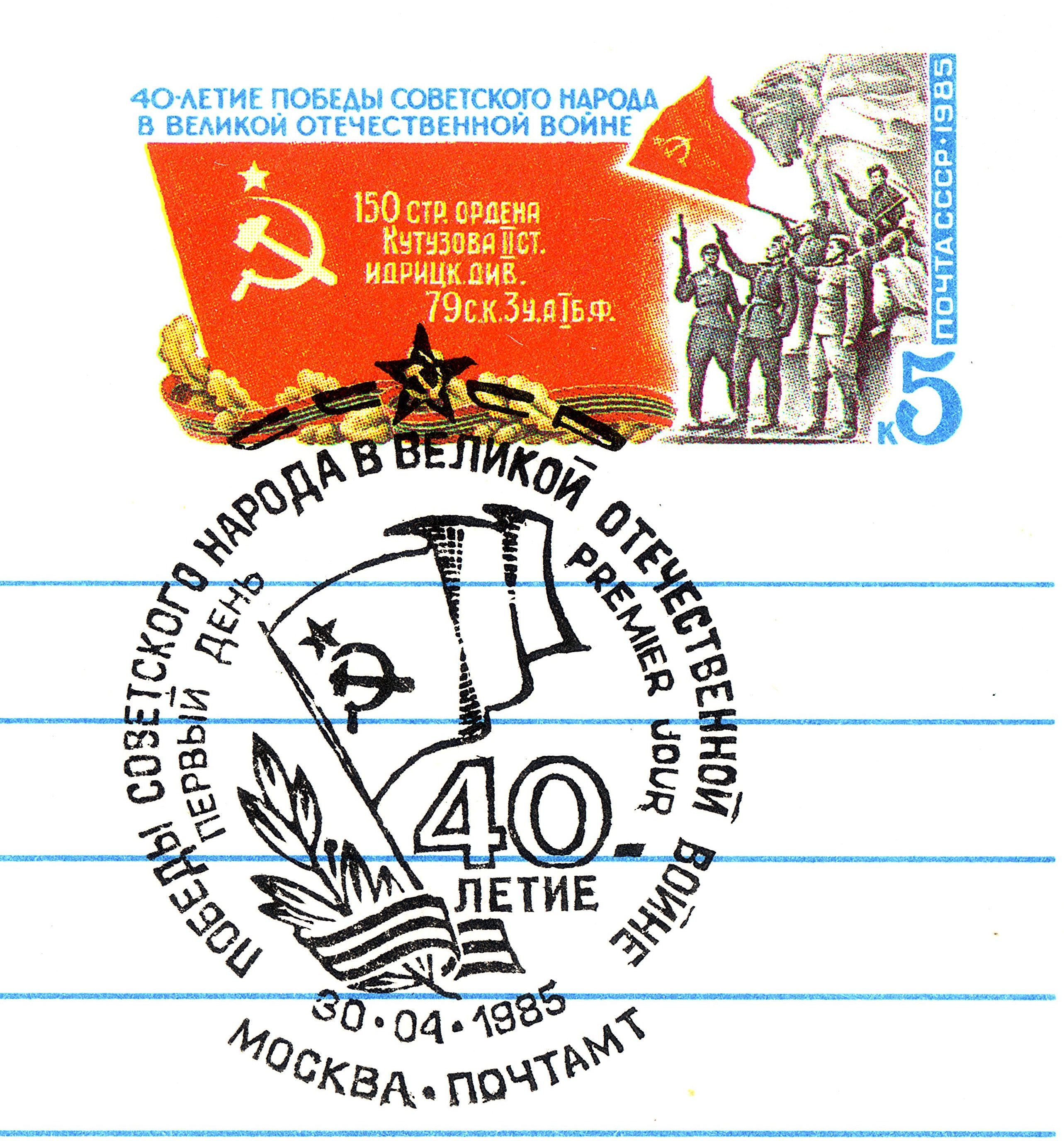
第150師団記念切手

1943年9月17日、第二次世界大戦の影響に伴い、赤軍第127独立狙撃旅団、第144独立狙撃旅団、第151独立狙撃旅団を基幹に第150狙撃師団としてロシア・ソビエト連邦社会主義共和国ノヴゴロド州で創設された。
同月から独ソ戦に投入され、プスコフ州解放、ドイツ・ベルリン攻勢に参加して枢軸国に勝利し、2等スヴォーロフ勲章を授与されたほか、1944年7月12日にプスコフ州イドリツァを激戦により解放した功績で名誉称号「イドリツァ」を、1945年にベルリン市街戦で活躍した功績で名誉称号「ベルリン」を得た。1946年12月に解隊された。

### ロシア陸軍

旧第150自動車化狙撃師団章

2016年12月、ロシア陸軍第33独立自動車化狙撃旅団を基幹に第150自動車化狙撃師団としてロストフ州で70年ぶりに再編された。

### ロシアのウクライナ侵攻

#### 東部・マリウポリ戦線
2022年2月24日、ロシアのウクライナ侵攻でドネツク人民共和国に配備され、第1軍団隷下の第3独立親衛自動車化狙撃旅団、第100独立親衛自動車化狙撃旅団、スパルタ大隊と共に攻勢を開始し、3月に東部ドネツィク州ヴォルノヴァーハを占領した。
2022年3月、激戦地の東部ドネツィク州マリウポリ地区で攻勢を開始し、クリミア共和国から進軍してきた友軍と合流してマリウポリを包囲し、5月にマリウポリを占領したが、オレグ・ミチャーエフ師団長、第68親衛戦車連隊のウラジーミル・ブカトキン連隊長が戦死した。

#### 東部・セベロドネツク戦線
2022年5月、激戦地の東部ルハーンシク州セヴェロドネツィク地区に再配置され、第2親衛軍団、第5諸兵科連合軍、第58諸兵科連合軍、第1軍団、第90親衛戦車師団と共に攻勢を開始し、部隊は壊滅したが、7月までにセヴェロドネツィク、リシチャンシクを占領してロシア軍はルハーンシク州全域を占領した。
2022年9月、連戦で損害が大きかったため後方に移動し、占領下の北東部ハルキウ州イジューム地区バラクリヤに配備されていた。

#### 東部・アウディーイウカ戦線
2023年1月、東部ドネツィク州ポクロウシク地区に再配置され、第42親衛自動車化狙撃師団、第1軍団隷下の第5独立自動車化狙撃旅団と共に攻勢を開始したが、マリンカ方面で撃退された。春になると胸にZマークを付けたバットマンのようなコスプレをした団員「Zバットマン」が戦闘参加して部隊の士気を高めるなど奇行もみられた。10月には第20親衛自動車化狙撃師団と共に攻勢を開始し、12月にマリンカを占領した。

#### 東部・バフムート戦線
2024年3月、激戦地の東部ドネツィク州バフムート地区に再配置され、第98親衛空挺師団、第11独立親衛空中強襲旅団と共にバフムート西のチャシウ・ヤール方面に展開した。

## ギャラリー

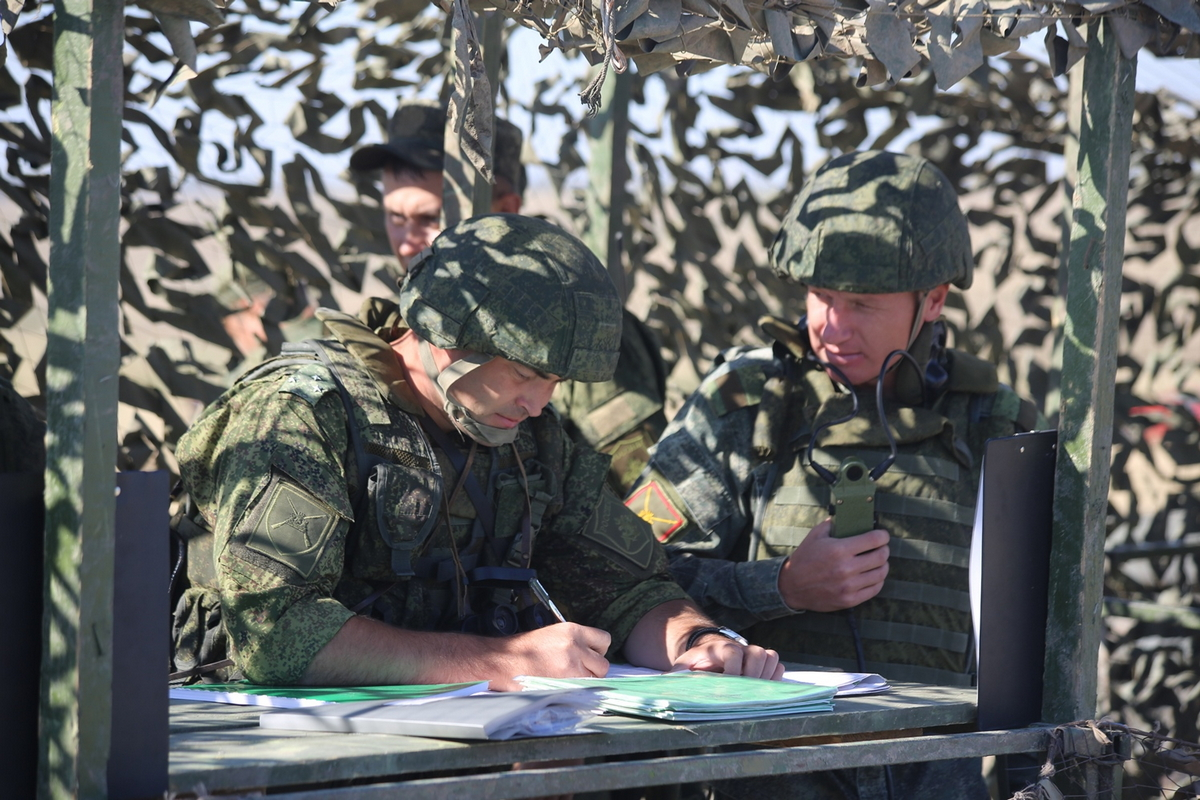
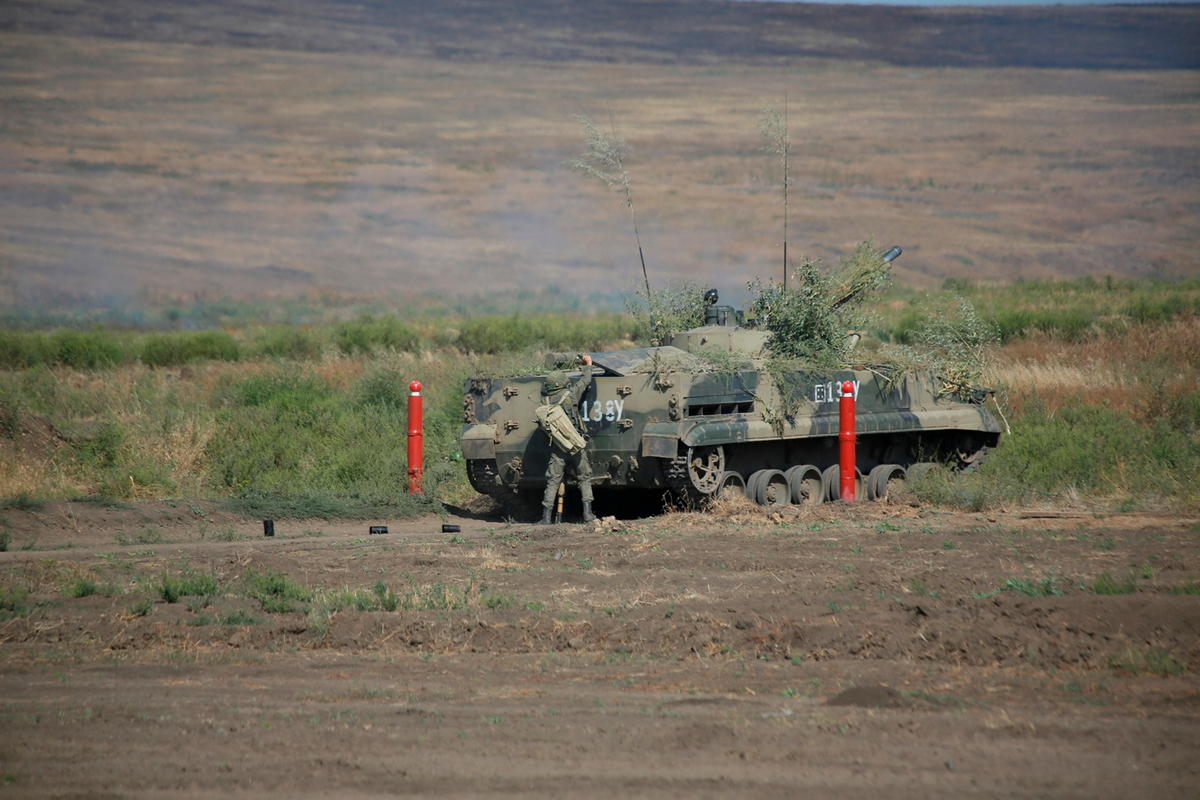
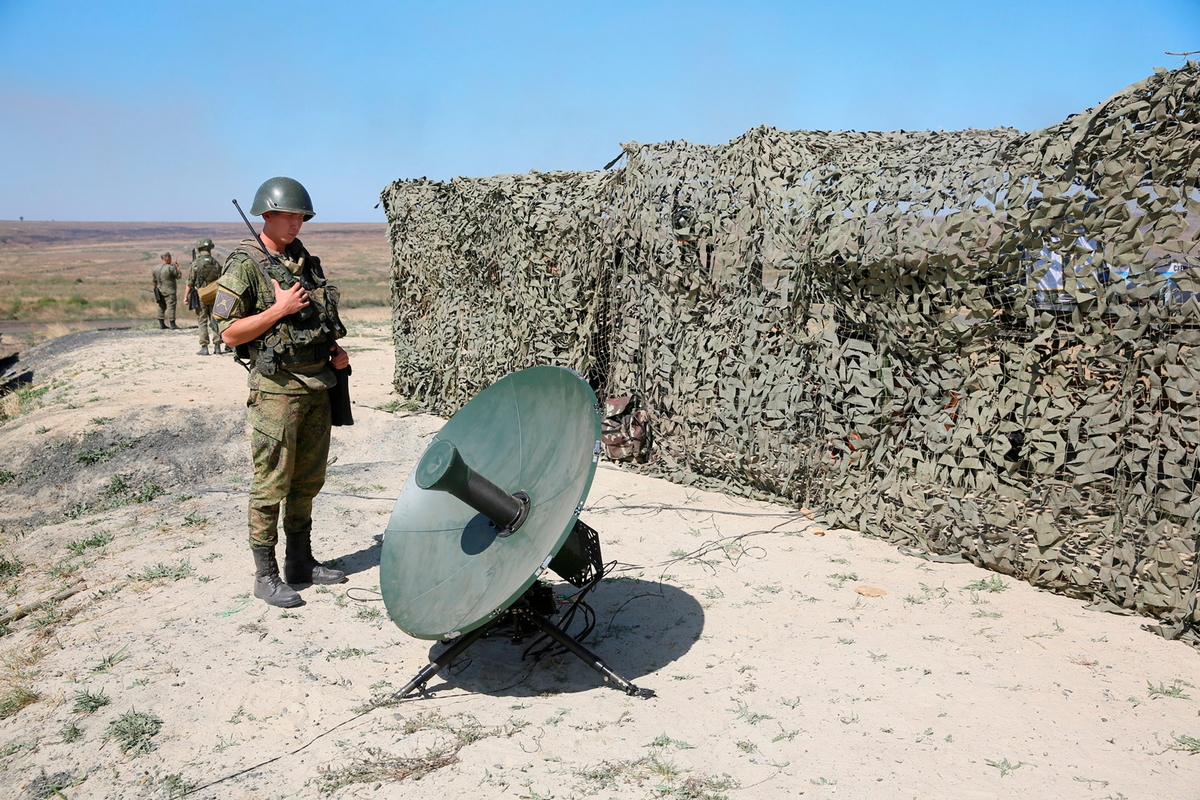
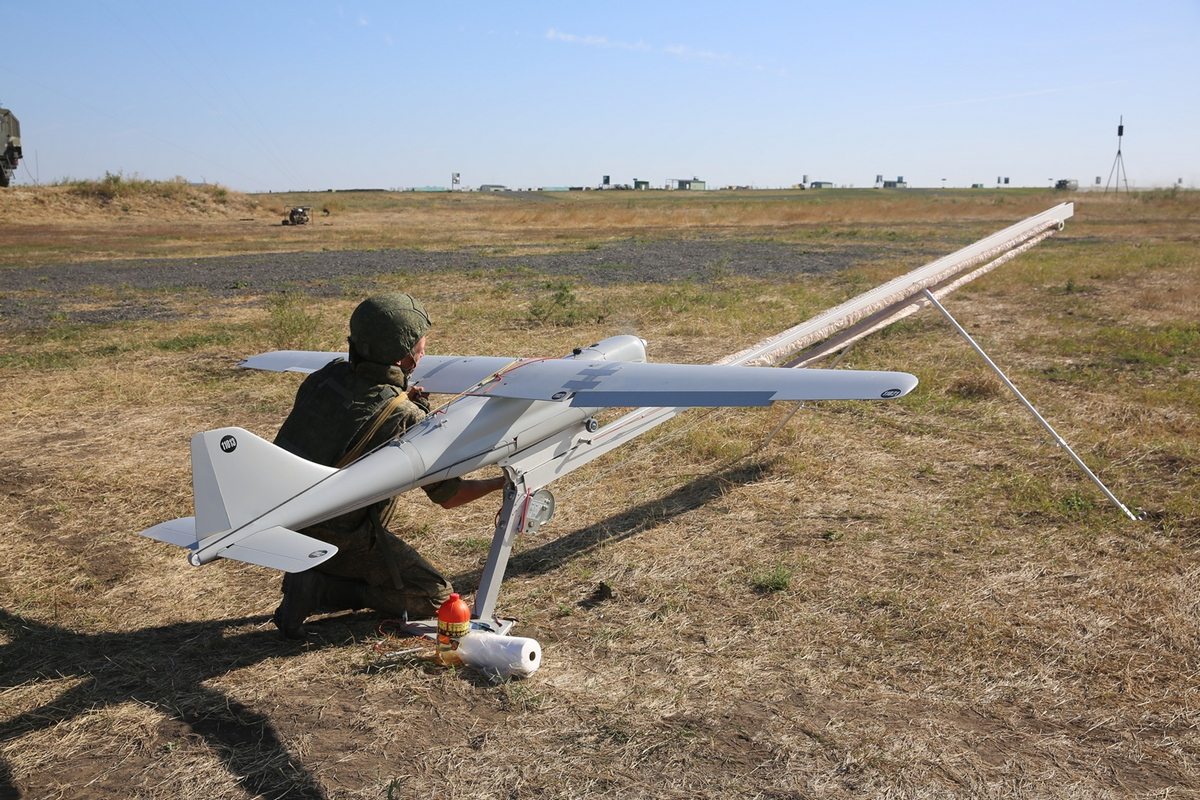
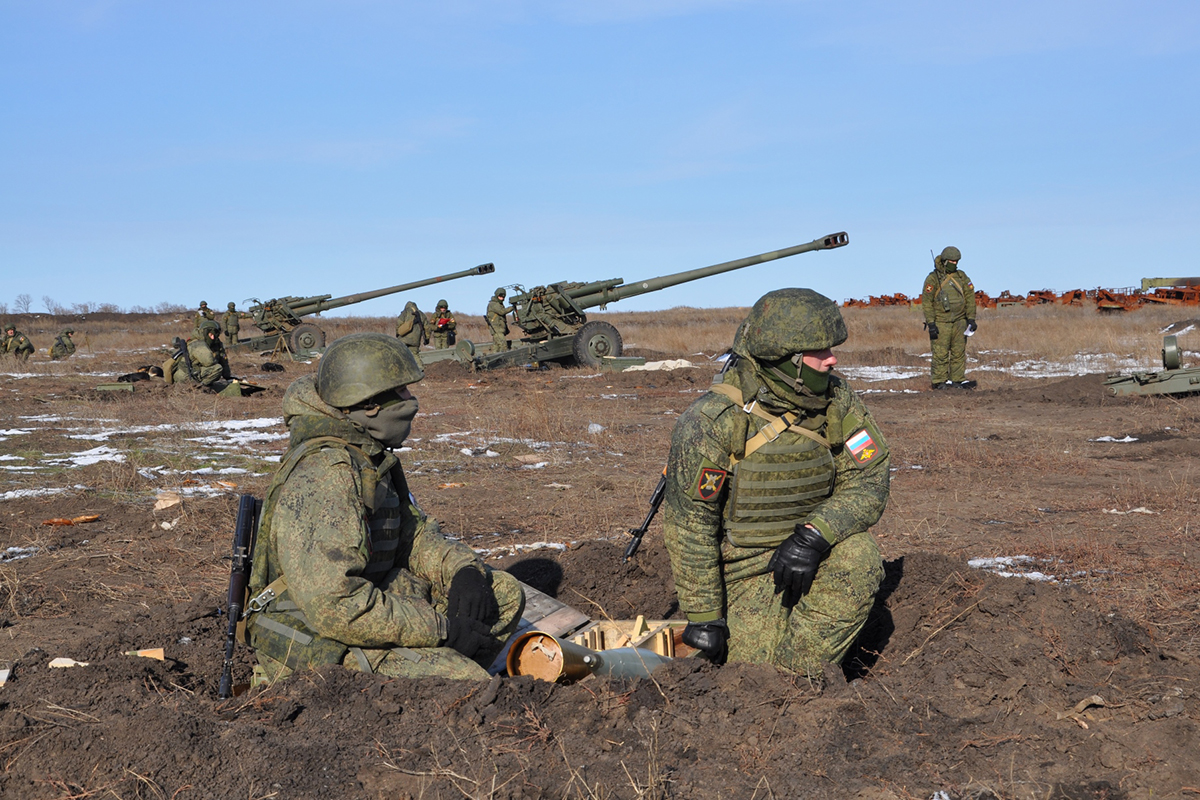
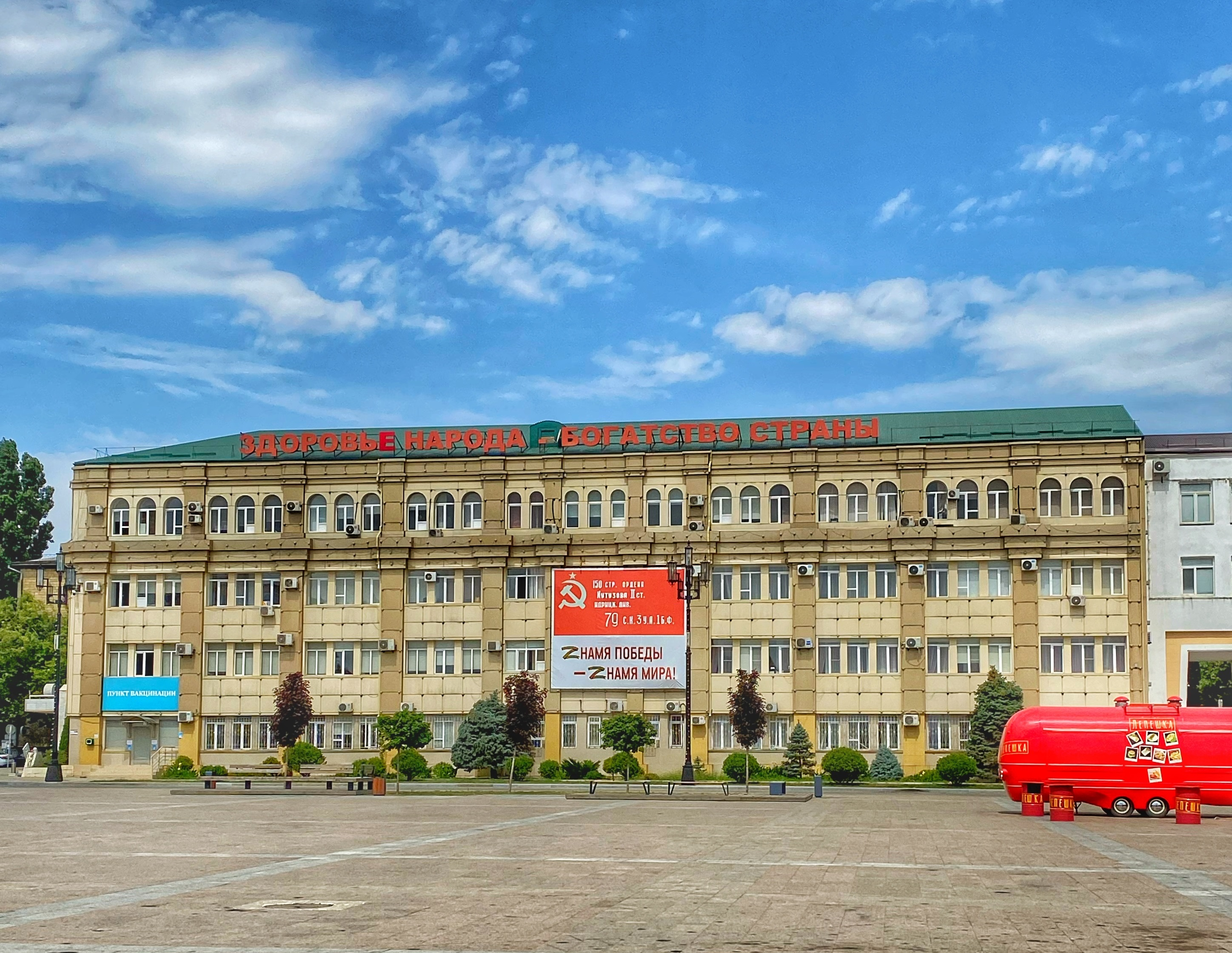

## 編制
- 師団司令部（ノヴォチェルカッスク）
- 第102自動車化狙撃連隊
- 第103自動車化狙撃連隊
- 第68親衛戦車連隊
- 第163親衛戦車連隊
- 第381親衛砲兵連隊
- 第993高射ミサイル連隊
- 第224独立対戦車砲大隊

- 第174独立偵察大隊
- 第221独立工兵大隊
- 第258独立通信大隊
- 第152独立兵站大隊
- 第195独立衛生大隊
- 電子戦中隊
- NBC防護中隊
- 無人機中隊